# Paul-Alphonse-Léon Gaglio
Paul-Alphonse-Léon Gaglio, francoski general, * 1880, † 1942.